# Netmarble
Tập đoàn Netmarble (Hangul: 넷마블컴퍼니) là một nhà phát triển trò chơi di động của Hàn Quốc. Nó là công ty trò chơi di động lớn nhất của Hàn Quốc được thành lập vào năm 2000 bởi Bang Jun-hyuk.

## Tổng quan
Netmarble đã phát triển trò chơi Lineage 2 Revolution vào năm 2015 và phát hành ra công chúng cùng năm đó. Kể từ năm 2019, L2R trở thành một trong những điện thoại di động có doanh thu cao nhất trên thị trường; vượt qua con số 924 triệu đô la trong 11 tháng kể từ khi ra mắt. Hiện tại, Netmarble vẫn tiếp tục cập nhật và đưa nội dung mới lên L2R.
Netmarble sản xuất các trò chơi nhập vài dành cho thiết bị di động. Tính đến năm 2015, hãng đã có hơn 3.000 nhân viên và phục vụ hơn 120 quốc gia trên toàn thế giới. Vào tháng 5 năm 2017, Bang đã đưa công ty ra công chúng, huy động được 2,4 tỷ đô la.
Netmarble đã phát triển các trò chơi di động bao gồm Seven Knight, Raven (Evilbane ở Mỹ) và Everybody's Marble. Nó cũng tuyên bố cổ phần lớn của SGN, một nhà phát triển trò chơi thông thường và có quan hệ đối tác chiến lược với Tập đoàn CJ E & M.
Từ năm 2015, công ty đã cấp phép cho các tài sản do Disney sở hữu để sản xuất các trò chơi như Marvel: Future Fight (2015), Disney Magical Dice (2016), và Star Wars: Force Arena (2017).
Năm 2018, Netmarble đã bổ nhiệm Park Sean làm CEO mới. Park, cựu giám đốc chiến lược của nhà điều hành KakaoTalk, đồng lãnh đạo Netmarble với giám đốc đương nhiệm Kwon Young-sik.
Tính đến năm 2018, các cổ đông của Netmarble bao gồm Bang Joon-hyuk (24,31%), CJ E&M Corp. (21,96%), Tencent (Han River Investment Pte. Ltd.) (17,66%), NCsoft Corp. (6,85%) và Dịch vụ Hưu trí Quốc gia (5,00%).
Vào tháng 4 năm 2018, Netmarble đã mua lại 25,71% cổ phần của Big Hit Entertainment, công ty quản lý của nhóm nhạc nam Hàn Quốc BTS và TXT, trở thành cổ đông lớn thứ hai của Big Hit Entertainment. Tính đến năm 2021, Netmarble sở hữu 19,31% cổ phần của Big Hit Entertainment sau khi đổi tên thành Hybe Corporation.

## Trò chơi nổi bật
- Assault Gear
- Blossom Party
- BTS World
- Destiny6 (Not out worldwide yet)
- Disney Magical Dice
- District 187: Sin Streets
- Dragon Ball Online (드래곤볼 온라인)
- Dragon Striker
- Everybody's Marble (모두의마블)
- Firstborn: Kingdom Come
- Fishing Strike
- Grandchase (그랜드체이스)
- GunZ: The Duel (건즈 더 듀얼)
- Iron Throne
- King of Fighters: All-Star
- Knights of Night (RPG starring Yoo Ah-in)
- Koongya Heroes
- Legend of Edda
- LINE's Get Rich
- Lineage 2: Revolution
- Magic Cat Story
- Marvel: Future Fight
- Mini Fighter
- Naughty Monster Party
- OZ Chronicle
- Penta Storm (펜타스톰) (Arena of Valor in Europe and America)
- Prius Online
- Raven (레이븐) (Evilbane in the U.S.)
- Queen's Blade (Scarlet Blade in Europe and America)
- SD Gundam Capsule Fighter
- Seven Knights (세븐나이츠)
- Solo Leveling:Arise
- SoulKing
- Star Wars: Force Arena
- Stone Age Begins (스톤에이지)
- The Seven Deadly Sins: Grand Cross
- Uncharted Waters Online
- WonderKing Online
- YS Online
- EvilBane